# Étienne Aubert (abbé)
Pour les articles homonymes, voir Étienne Aubert (homonymie) et Aubert.
Étienne Aubert (mort en 1378), petit-neveu d'Innocent VI, il fut abbé de Saint-Allyre à Clermont d'Auvergne, où il avait succédé à son cousin Étienne Aubert le Jeune puis 16e Recteur du Comtat Venaissin (1370-1371).

## Biographie
Peu après son retour de Rome à Avignon, Urbain V le nomma Recteur au début de l'automne 1370, en remplacement de Philippe de Cabassolle qu'il nommait légat en Italie. Ce fut à ce titre que l'abbé présida par deux fois, le 2 novembre 1370 et le 2 novembre 1371 les élections des syndics de Carpentras. La capitale du Comtat était administrée par des syndics élus hors du Conseil de Ville. Le Recteur convoquait un parlement public dans le réfectoire des dominicains de la ville pour des élections annuelles. Un crieur annonçait la nouvelle et chaque chef de famille se devait d'être présent le lendemain quand résonnait la cloche de la cathédrale Saint-Siffrein sous peine de cinq sous d’amende. Le Recteur proposait alors au suffrage « trois citoyens, nés à Carpentras et y habitant, dont l’honnêteté était reconnue par tous ». Mais l’assemblée pouvait proposer et élire d’autres candidats.
Le Recteur pris fermement position contre les nobles comtadins et provençaux qui soutenaient Louis Ier d'Anjou dans sa volonté de s'approprier par la force du Comté de Provence de sa cousine la reine Jeanne. Après la mort d'Urbain V, ce fut lui qui se chargea de le faire inhumer à l'abbaye Saint-Victor de Marseille. 
Grégoire XI le destitua et le remplaça par Aymar de Poitiers-Valentinois, son beau-frère. L'abbé décéda en 1378 et fut enterré à Clermont dans l'abbaye Saint-Allyre. 

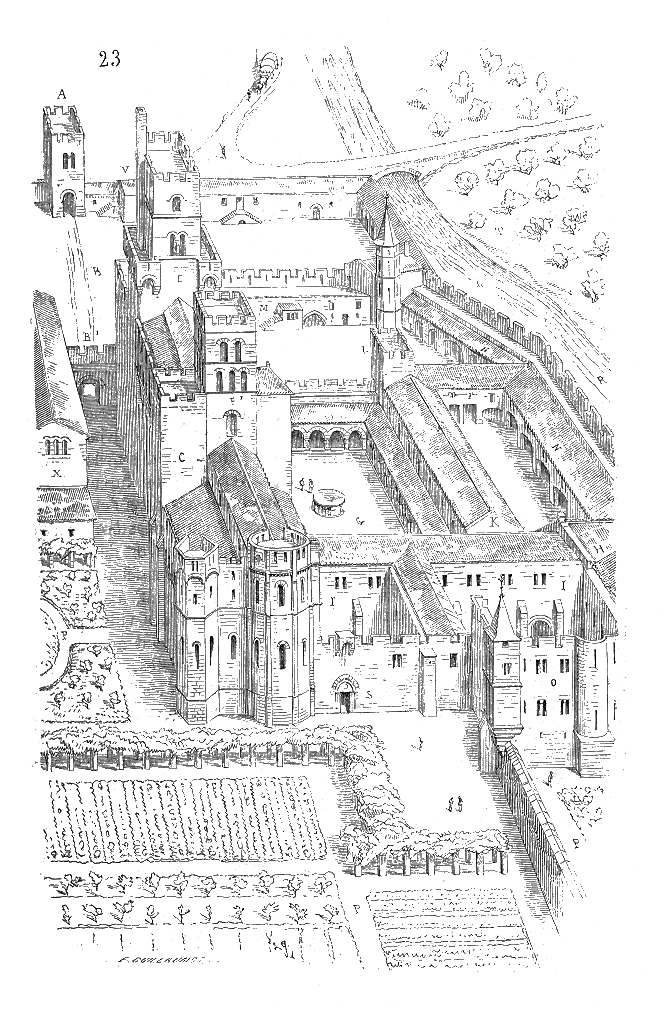
Abbaye de Saint-Allyre de Clermont
Blason d'Étienne Aubert de gueules, au lion d'argent ; à la bande d'azur brochant sur le tout ; au chef du champ, soutenu par une divise d'azur, chargé de trois coquilles d'argent
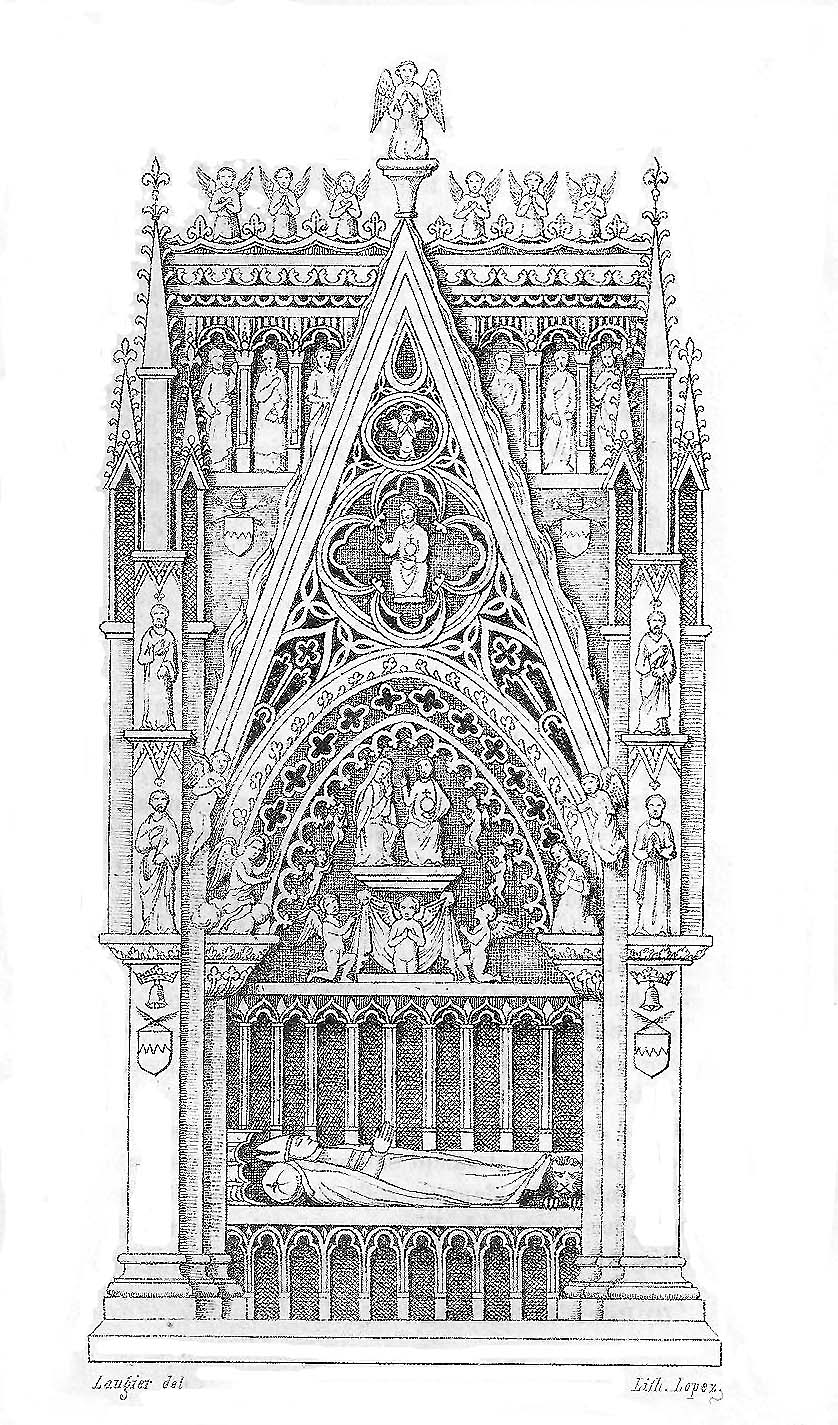
Tombeau d'Urbain V à Saint-Victor de Marseille